# Hyphilaria nicia
Hyphilaria nicia is een vlindersoort uit de familie van de prachtvlinders (Riodinidae), onderfamilie Riodininae.
Hyphilaria nicia werd in 1819 beschreven door Hübner.